# Pierre Merlat
Pierre Merlat (* 20. August 1911 in Albertville; † 14. Oktober 1959 in Rennes) war ein französischer Althistoriker.
Merlat studierte bis 1935 Geschichte und Archäologie. Von 1937 bis 1938 arbeitete er als Kurator am Archäologischen Museum von Antakya (dem antiken Antiochia am Orontes), das damals unter französischer Verwaltung stand, wo er sich auch mit der antiken Epigraphik und Topographie beschäftigte. Dort legte er auch den Grund für seine Doktorarbeit über den Soldatengott Iupiter Dolichenus, die er 1948 abschloss und die erst nach seinem Tode im Druck erschien. Im Zusammenhang mit diesen Studien veröffentlichte er von 1946 bis 1954 auch mehrere Aufsätze sowie einen Katalog der Inschriften und bildlichen Denkmäler des Kultes des Iupiter Dolichenus (1951).
Während des Zweiten Weltkriegs diente Merlat von 1939 bis 1945 als Leutnant in der französischen Armee; zur Zeit der deutschen Besetzung Frankreichs unterstützte er die Résistance. In der letzten Phase des Krieges wurde er mehrmals verwundet. Am 26. August 1945 ernannte ihn Charles de Gaulle zum Ritter der Ehrenlegion.
1948 wurde Merlat Professor für Alte Geschichte an der Universität Rennes. Gleichzeitig war er Denkmalpfleger für die archäologischen Funde und Fundstellen im Umfeld von Rennes. So kam Merlat zu seinem zweiten Forschungsschwerpunkt, der keltischen Geschichte. Als Experte auf diesem Gebiet verfasste er mehrere Artikel für die Realenzyklopädie der klassischen Altertumswissenschaft (RE), darunter auch einen umfangreichen über die Veneter, der 1955 erschien und 1981 nachgedruckt wurde.
Von 1957 bis zu seinem frühen Tod 1959 fungierte Merlat als Dekan der philosophischen Fakultät der Universität Rennes.

## Schriften (Auswahl)
- Répertoire des inscriptions et monuments figurès du culte de Jupiter Dolichenus. Paris 1951
- Veneti. In: Paulys Realencyclopädie der classischen Altertumswissenschaft (RE). Band VIII A,1, Stuttgart 1955, Sp. 705–783.
- Jupiter Dolichenus. Essai d’interprétation et de synthèse. Paris 1960